# Chronica regia Coloniensis
Chronica regia Coloniensis ali Kölnska kraljevska kronika (nemško Kölner Königschronik), imenovana tudi Annales Colonienses maximi, je srednjeveška latinska kronika neznanih avtorjev, ki zajema leta od 576 do 1202. Prvotna kronika je segala le do leta 1197, a ji je nadaljevalec kasneje dodal dogodke naslednjih nekaj let. Po mnenju zgodovinarja Manfreda Grotena se je Kronika začela pisati verjetno okoli leta 1177 v opatiji Michaelsberg v Siegburgu in se nato nadaljevala  v Kölnu. Najzgodnejši rokopis vsebuje samo poročila do leta 1175.
Kronika se imenuje "kraljevska", ker je zgodovina rimskih cesarjev, frankovskih kraljev, bizantinskih cesarjev ter nemških kraljev in cesarjev. Začela se je verjetno  z Avgustom, vendar je začetek kronike izgubljen. Do leta 1106 se je Kronika naslanjala na dela Frutolfa von Michelsberga in Ekkeharda iz Aure in nato do leta 1144 na danes izgubljene Annales Patherbrunnenses. Po tem letu je neodvisen vir. Chronica sancti Pantaleonis je vsebovala  Kölnsko kraljevsko kroniko do leta 1199. Zgodovinar Georg Waitz je prvo obravnaval zgolj kot nadaljevanje druge in ju zato uredil kot celoto.
Avtor Kronike je imel dostop do pisma kölnskega nadškofa Rainalda Dasselskega, ki mu je dalo pomembne podatke o cesarjevem pohodu v Italijo leta 1166. Poznal je tudi podrobnosti o ponovni osvojitvi Lizbone in drugi križarski vojni leta 1147, ker je v njej sodeloval kontingent vojakov iz Porenja. Kronika vključuje poročilo o tem, kako so križarji zavzeli Alcácer do Sal, zdaj znano kot Gesta crucigerorum Rhenanorum.

## Opomba
1. ↑  Pesnitev se v Waitz (1880) začne na str. 349.

## Vira
- Waitz, Georg (ed.) "Chronica regia Coloniensis cum continuationibus in monasterio S. Pantaleonis scriptis aliisque Coloniensis monumentis partim ex monumentis Germaniae historicis recusa" MGH, Scriptores rerum Germanicarum, 18. Hanover: 1880.
- Wolf, Jürgen. "Chronica regia Coloniensis". Encyclopedia of the Medieval Chronicle. Ur. Graeme Dunphy. Brill Online, 2013.